# Il secondo viaggio
Il secondo viaggio (The Second Trip), è un romanzo di fantascienza dello scrittore statunitense Robert Silverberg del 1971.

## Storia editoriale
Il romanzo è stato pubblicato per la prima volta sulla rivista Amazing Stories in due puntate uscite nei numeri di luglio e settembre del 1971, ristampato in edizione paperback nel 1972.
In Italia è uscito in libreria nel 1980 e poi ritradotto nel 1993, inserito in un'antologia comprendente, oltre al romanzo Il secondo viaggio, altre due opere di Silverberg: Ali della notte e Mutazioni.

## Trama
(Robert Silverberg Il secondo viaggio)
Nat Hamlin era un famoso "psicoscultore" ma anche uno stupratore seriale. Arrestato e riconosciuto colpevole di decine e decine di violenze sessuali, viene condannato alla cancellazione della personalità e alla sostituzione dei suoi ricordi con nuove esperienze fittizie. La procedura, nota come Riab, è durata quattro anni e ora il corpo di Nat è abitato da Paul Macy cui è stata data una nuova vita e una nuova professione come giornalista "olotelevisivo".
Camminando per New York Paul incontra casualmente Lissa, l'ex amante e modella dello scultore che credendolo Nat implora il suo aiuto. Paul, essendo stato avvisato dagli psicologi che i contatti con le vecchie conoscenze della sua precedente identità potrebbero essere destabilizzanti, rifiuta ogni dialogo con la ragazza. Lissa rintraccia Paul sul lavoro e gli invia molti messaggi implorando un incontro e minacciando il suicidio in caso di nuovo rifiuto. Paul accetta di andare a cena con Lissa e in un ristorante la ragazza racconta a Paul i suoi molti problemi: è stata segnata psicologicamente e fisicamente dal conflittuale rapporto con il violento scultore, è indigente ed è dotata di poteri extrasensoriali che le permette di leggere i pensieri degli altri ma che la stanno portando alla pazzia. Il contatto con le capacità telepatiche di Lissa stanno risvegliando la personalità di Nat che, ben lontano dall'essere stata cancellata dalla procedura Riab, sta cercando di prendere il controllo della mente e del corpo di Paul. L'uomo si rivolge inutilmente al dottore Gomez, uno degli psicologi assegnati dal tribunale al suo caso; quest'ultimo si rifiuta di credere che la personalità di Nat possa essere sopravvissuta al trattamento di "obliterazione" e giustifica il comportamento di Paul come inconscio bisogno di attenzioni.
Paul sventa più volte i tentativi di Nat di prendere il sopravvento; il criminale sostiene che Paul non merita di vivere, essendo una persona fittizia creata dai medici, al contrario di lui che, artista di talento, meriterebbe di poter continuare a creare i suoi capolavori nonostante i crimini commessi. Nat è diventato capace di controllare alcune funzioni del corpo di Paul e minaccia di arrestarne il cuore in caso quest'ultimo si rivolga ancora ai medici Riab. Paul prende contatto con Lissa per essere aiutato, confidando che i poteri della ragazza possano in qualche modo contrastare il risorgere della personalità del criminale. La ragazza infatti interviene con successo consentendo a Paul di riprendere il controllo del suo corpo dopo che Nat, approfittando di un momento di distrazione, ne aveva assunto il comando. Il dottor Gomez viene avvisato della lotta in corso tra le due personalità da Lissa ma non può intervenire, timoroso che Nat, come estremo gesto di disperazione, possa uccidere il corpo condiviso suicidandosi. Lissa e Paul frequentandosi diventano amanti e iniziano a convivere; la ragazza è spesso soggetta a depressione e prostrazione a causa dell'affollamento nella mente di pensieri estranei, captati dai poteri extrasensoriali di cui è dotata. Un giorno Paul torna a casa dal lavoro ma Lissa se ne è andata; l'uomo la vuole ritrovare e inizia la sua la ricerca nei quartieri malfamati precedentemente frequentati dalla ragazza. L'uomo viene aggredito da un rapinatore e in quel momento Nat approfitta della sua distrazione per impadronirsi del corpo di Paul.
Nat, completamente libero di agire, prende contatti con Gargantua, il suo vecchio mercante d'arte che, nonostante abbia capito di trovarsi davanti al redivivo criminale Nat e non il nuovo Paul, accetta senza scrupoli di rinnovare il contratto all'artista. Paul lentamente riesce ad acquisire alcune funzioni del corpo e ha inoltre accesso ai ricordi di Nat venendo a conoscenza dei crudi particolari degli stupri perpetrati. Nat è frustrato poiché si è reso conto di aver perso le doti artistiche per le quali era diventato famoso ed è incapace di scolpire nuove opere. Nat, senza più inibizioni, si reca dall'ex moglie e tenta di violentarla aggredendola. Paul approfitta della concitazione causata dalla violenta reazione della donna per riassumere il controllo del corpo, rivelare alla scioccata vittima la verità sul conflitto in atto. Paul riesce a ritrovare Lissa in un dormitorio poco distante dal ristorante del loro precedente incontro ma la trova in uno stato catatonico. Durante il tentativo di Paul di convincere la ragazza a tornare a casa, Nat inizia a farsi vivo nuovamente e a prendere inesorabilmente il controllo. Lissa interviene drasticamente e, facendo ricorso ai suoi poteri telepatici, entra nella mente di Paul cancellando definitivamente la personalità di Nat. Lissa viene affidata alle cure del dottor Gomez e di psicoterapeuti che riusciranno a risolvere gli effetti collaterali della sua telepatia.

## Personaggi
Paul MacyUna personalità creata ex novo su ordine del tribunale che occupa il corpo del criminale Nat Hamlin la cui personalità era stata avviata alla cancellazione per ordine del tribunale.
Nathaniel "Nat" James HamlinFamosissimo "psicoscultore" e predatore sessuale seriale. Condannato alla cancellazione della personalità riesce invece a tornare in vita riappropriandosi del suo corpo, ora abitato da Paul Macy.
Lissa MooreStudentessa d'arte con velleità artistiche. Dotata di poteri telepatici è stata l'amante e modella di Nat, subendone in seguito le violenze.
GargantuatuaIl suo nome è Gargan ma viene chiamato Gargantua a causa della sua enorme mole, risultato di voluto un ingrassamanto artificiale. Il mercante d'arte senza scrupoli che per primo ha commercializzato le opere di Nat, grazie al quale l'artista è diventato famoso.
Dr. GomezLo psichiatra del centro Riab membro del gruppo incaricato di supportare psicologicamente Paul durante la riabilitazione.

## Edizioni
- (EN) Robert Silverberg, The Second Trip 1/2, in Amazing Stories, vol. 45, n. 2, luglio 1971.
- (EN) Robert Silverberg, The Second Trip 2/2, in Amazing Stories, vol. 45, n. 3, settembre 1971.
- (EN) Robert Silverberg, The Second Trip, Doubleday, 1972.
- Robert Silverberg, Il secondo viaggio, traduzione di Roberta Rambelli, SF Narrativa d'Anticipazione, n. 21, Milano, Editrice Nord, 1980.
- Robert Silverberg, Il secondo viaggio, in Ali della notte, Mutazione, Il secondo viaggio, traduzione di Delio Zinoni, I massimi della fantascienza, n. 34, Milano, Arnoldo Mondadori Editore, 1993, ISBN 88-04-37253-2.